# Gottfried Dienst
Gottfried Dienst (Bázel, 1919. szeptember 6. – Bern, 1998. június 1.) svájci nemzetközi labdarúgó-játékvezető, a svájci posta telefonközpontjának üzemvezetője.

## Pályafutása

### Labdarúgóként
Gyermekkorában műugrott és úszott. Hosszú ideig balhátvédként művelte a labdarúgást. 1932-1944 között az FC Basel kölyökcsapatában balhátvédként kezdte a labdarúgást, majd 18 éves korában bekerült az A-ligában szereplő csapatba, ahol az egyik mérkőzésen súlyos térdsérülést szenvedett. Levezetésként 1944-1948 között az FC Kleinhüningen egyesületében szerepelt. A labdarúgáshoz való ragaszkodását jól bizonyítja, hogy az edzői oklevelet is megszerezte, de a játékvezetés mellett döntött.

### Nemzeti játékvezetés
1948-ban vizsgázott. 1954-ben lett az I. Liga játékvezetője. A nemzeti játékvezetéstől 1968-ban vonult vissza. Játékvezetői pályafutása alatt több mint 823 találkozót vezetett, vagy társának partbíróként segített. Első ligás mérkőzéseinek száma: 252.

### Nemzetközi játékvezetés
A Svájci labdarúgó-szövetség Játékvezető Bizottsága (JB) terjesztette fel nemzetközi játékvezetőnek, a Nemzetközi Labdarúgó-szövetség (FIFA) 1955-től tartotta nyilván bírói keretében. A FIFA JB központi nyelvei közül a németet beszélte. Több nemzetek közötti válogatott és klubmérkőzést vezetett, vagy működő társának partbíróként segített. Első játékvezető (a második Sergio Gonella), aki világbajnoki- (1966) és Európa-bajnoki (1968) döntő mérkőzést vezethetett. A svájci nemzetközi játékvezetők rangsorában, a világbajnokság-Európa-bajnokság sorrendjében többedmagával az 5. helyet foglalja el 13 találkozó szolgálatával. Európai-kupamérkőzések irányítójaként az örök ranglistán a 42. helyet foglalja el 38 találkozó vezetésével. 38 különböző minősítésű nemzetközi klubtalálkozót vezetett. Járt 20 ország 44 városában. Válogatott mérkőzéseinek száma: 24 nemzetek közötti "A", 6 nemzetek közötti "B", összesen: 30. Az aktív nemzetközi játékvezetéstől 1968-ban búcsúzott.
1964-ben a Brazil labdarúgó-szövetség jubileumi tornájára kapott meghívást, ahol a Brazília–Argentína, valamint a Brazília–Portugália találkozókat vezette. Ugyanebben az évben a jugoszláv földrengés áldozatainak megsegítésére az UEFA egy jótékonysági mérkőzést rendezett, a Jugoszlávia–Európa válogatott (2:7) találkozót koordinálta. 1965-ben az Olasz labdarúgó-szövetség felkérésére az olasz labdarúgó bajnokság kimenetele szempontjából döntő jelentőségű FC Internazionale Milano–AC Milan mérkőzést irányította.

#### Labdarúgó-világbajnokság
A világbajnoki döntőhöz vezető úton Chilébe a VII., az 1962-es labdarúgó-világbajnokságra és Angliába a VIII., az 1966-os labdarúgó-világbajnokságra a FIFA JB bíróként alkalmazta. A FIFA JB elvárásának megfelelően, ha nem vezetett mérkőzést, akkor valamelyik társának partbíróként segített. 1962-ben egy csoportmérkőzésen és az egyik negyeddöntőben volt partbíró. A negyeddöntőn első számú beosztást kapott, játékvezetői sérülés esetén továbbvezethette volna a találkozót. 1966-ban a nyolcadik világbajnokság döntőjét 8. európaiként, első svájciként vezethette. Egy csoportmérkőzésen és az egyik nyolcaddöntőben kapott partbírói küldést. A nyolcaddöntőn első számú beosztást kapott.
Világbajnokságokon vezetett mérkőzéseinek száma: 5 + 4 (partjelzés).

##### 1962-es labdarúgó-világbajnokság

###### Selejtező mérkőzés
| Időpont              | Helyszín                         | Mérkőzés típusa           | Mérkőzés                 | Eredmény | Nézők száma |
| -------------------- | -------------------------------- | ------------------------- | ------------------------ | -------- | ----------- |
| 1961. szeptember 28. | Parc des Princes Stadion, Párizs | előselejtező (2. csoport) | Franciaország–Finnország | 5 : 1    | 17 013      |

###### Világbajnoki mérkőzés
| Időpont          | Helyszín                        | Mérkőzés típusa              | Mérkőzés                  | Eredmény | Nézők száma |
| ---------------- | ------------------------------- | ---------------------------- | ------------------------- | -------- | ----------- |
| 1962. május 30.  | Estadio Sausalito, Viña del Mar | csoportmérkőzés (3. csoport) | Brazília–Mexikó           | 2 : 0    | 10 000      |
| 1962. június 7.  | Sausalito Stadion, Viña del Mar | csoportmérkőzés (3. csoport) | Mexikó–Csehszlovákia      | 3 : 1    | 11 000      |
| 1962. június 13. | Sausalito Stadion, Viña del Mar | egyik elődöntő               | Csehszlovákia–Jugoszlávia | 3 : 1    | 6 000       |

##### 1966-os labdarúgó-világbajnokság

###### Selejtező mérkőzés
| Időpont            | Helyszín                        | Mérkőzés típusa           | Mérkőzés           | Eredmény | Nézők száma |
| ------------------ | ------------------------------- | ------------------------- | ------------------ | -------- | ----------- |
| 1964. november 4.  | Olimpiai Stadion, Berlin        | előselejtező (2. csoport) | NSZK–Svédország    | 1 : 1    | 74 000      |
| 1965. november 21. | Augusztus 23. Stadion, Bukarest | előselejtező (4. csoport) | Románia–Portugália | 2 : 0    | 27 532      |

###### Világbajnoki mérkőzés
| Időpont          | Helyszín                       | Mérkőzés típusa              | Mérkőzés           | Eredmény | Nézők száma |
| ---------------- | ------------------------------ | ---------------------------- | ------------------ | -------- | ----------- |
| 1966. július 13. | Roker Park Stadion, Sunderland | csoportmérkőzés (D. csoport) | Olaszország–Chile  | 2 : 0    | 30 000      |
| 1966. július 30. | Wembley Stadion, London        | döntő                        | Anglia–Németország | 4 : 2    | 94 000      |

##### Dr. Gerő-kupa
Hugo Meisl az Európa-kupa, majd Dr. Gerő-kupa kigondolója. Az 1920-as évektől az öt legerősebb közép-európai válogatott, Ausztria, Csehszlovákia, Magyarország, Olaszország, Svájc indult harcba érte. A magyar válogatott 1953-ban megnyerte a tornát. AZ Európa-bajnokság létrehozása után, 1960-tól megszűnt.
| Időpont           | Helyszín             | Mérkőzés típusa     | Mérkőzés               | Eredmény | Nézők száma |
| ----------------- | -------------------- | ------------------- | ---------------------- | -------- | ----------- |
| 1957. október 13. | Práter Stadion, Bécs | 1955-1957 selejtező | Ausztria–Csehszlovákia | 2 : 2    | 55 000      |

#### Labdarúgó-Európa-bajnokság
Az európai-labdarúgó torna döntőjéhez vezető úton Franciaországba az I., az 1960-as labdarúgó-Európa-bajnokságra és Olaszországba a III., az 1968-as labdarúgó-Európa-bajnokságra az UEFA JB játékvezetőként foglalkoztatta. 1968-ban a 3. labdarúgó-Európa-bajnokság döntőjét, első svájciként vezethette.

##### 1960-as labdarúgó-Európa-bajnokság

###### Selejtező mérkőzés
| Időpont           | Helyszín                         | Mérkőzés típusa            | Mérkőzés                  | Eredmény | Nézők száma |
| ----------------- | -------------------------------- | -------------------------- | ------------------------- | -------- | ----------- |
| 1958. október 1.  | Parc des Princes Stadion, Párizs | előselejtező (1. mérkőzés) | Franciaország–Görögország | 7 : 1    | 37 000      |
| 1958. november 2. | Augusztus 23. Stadion, Bukarest  | előselejtező (1. mérkőzés) | Románia–Törökország       | 3 : 0    | 67 000      |

##### 1968-as labdarúgó-Európa-bajnokság

###### Selejtező mérkőzés
| Időpont           | Helyszín                    | Mérkőzés típusa           | Mérkőzés                | Eredmény | Nézők száma |
| ----------------- | --------------------------- | ------------------------- | ----------------------- | -------- | ----------- |
| 1967. október 31. | Karaiskaki Stadion, Pireusz | előselejtező (3. csoport) | Görögország–Szovjetunió | 0 : 1    | 33 588      |

###### Európa-bajnoki mérkőzés
| Időpont           | Helyszín                  | Mérkőzés típusa       | Mérkőzés                | Eredmény | Nézők száma |
| ----------------- | ------------------------- | --------------------- | ----------------------- | -------- | ----------- |
| 1968. április 20. | San Paolo Stadion, Nápoly | egyik negyeddöntő     | Olaszország–Bulgária    | 2 : 0    | 95 000      |
| 1968. június 8.   | Olimpiai Stadion, Róma    | döntő (első mérkőzés) | Olaszország–Jugoszlávia | 1 : 1    | 85 000      |

#### Skandináv Bajnokság
Nordic Championships/Északi Kupa labdarúgó tornát Dánia kezdeményezésére az első világháború után, 1919-től a válogatott rendszeres játékhoz jutásának elősegítésére rendezték a Norvégia, Dánia, Svédország részvételével. 1929-től a Finnország is csatlakozott a résztvevőkhöz. 1983-ban befejeződött a sportverseny.
| Időpont           | Helyszín              | Mérkőzés típusa | Mérkőzés            | Eredmény |
| ----------------- | --------------------- | --------------- | ------------------- | -------- |
| 1958. június 15.. | Nemzeti Stadion, Oslo | selejtező       | Norvégia–Finnország | 2 : 0    |

#### Nemzetközi kupamérkőzések
Vezetett kupadöntők száma: 3.

##### Bajnokcsapatok Európa-kupája
A 6. és a 10. játékvezető – az első, és a 2. svájci – aki BEK döntőt vezetett. A torna történetében 2014-ig rajta kívül Leo Horn, Concetto Lo Bello és Palotai Károly vezethetett kettő alkalommal döntőt. Vezetett mérkőzéseinek száma: 8.
| Időpont            | Helyszín                         | Mérkőzés típusa                 | Mérkőzés                            | Eredmény |        |
| ------------------ | -------------------------------- | ------------------------------- | ----------------------------------- | -------- | ------ |
| 1955. december 14. | Parc des Princes Stadion, Párizs | egyik negyeddöntő (1. mérkőzés) | Stade de Reims–Vörös Lobogó         | 4 : 2    | 36 088 |
| 1961. május 31.    | Wankdorf Stadion, Bern           | döntő                           | SL Benfica–FC Barcelona             | 3 : 2    | 33 000 |
| 1965. május 27.    | San Siro Stadion, Milánó         | döntő                           | FC Internazionale Milano–SL Benfica | 1 : 0    | 85 000 |
| 1966. október 12.  | José Alvalade Stadion, Lisszabon | 1. forduló (2. mérkőzés)        | Sporting CP–Vasas SC                | 0 : 2    |        |
| 1966. november 16. | Giuseppe Meazza Stadion, Milánó  | nyolcaddöntő (1. mérkőzés)      | FC Internazionale Milano–Vasas SC   | 2 : 1    |        |

##### Vásárvárosok kupája
A versenykiírás szerint egy mérkőzésen dőlt el a kupasorozat győztesének neve. A tornasorozat 12. döntőjének – az első svájci – bírója. Vásárvárosok Kupája (VVK) mérkőzéseinek száma: 16.
| Időpont          | Helyszín                 | Mérkőzés típusa   | Mérkőzés                    | Eredmény |        |
| ---------------- | ------------------------ | ----------------- | --------------------------- | -------- | ------ |
| 1965. június 23. | Comunale Stadion, Torino | döntő             | Juventus FC–Ferencvárosi TC | 0 : 1    | 40 000 |
| 1966. március 9. | Népstadion, Budapest     | egyik negyeddöntő | Újpest FC–Leeds United FC   | 1 : 1    |        |

#### A magyar labdarúgó-válogatott mérkőzései (1902–1929)
| Időpont          | Helyszín             | Mérkőzés típusa          | Mérkőzés              | Eredmény | Nézők száma |
| ---------------- | -------------------- | ------------------------ | --------------------- | -------- | ----------- |
| 1961. június 11. | Népstadion, Budapest | 373. válogatott mérkőzés | Magyarország–Ausztria | 1 : 2    | 80 000      |

## Sportvezetőként
A labdarúgás szeretetének hatására az edzői szakvizsgát is elvégezte, de a pedagógiai gyakorlatban (csak a játékvezetésben) nem alkalmazta.

## Szakmai sikerek
Az 1962-es Chilében rendezett világbajnokságon mutatott kiemelkedő szakmai munkájának elismeréseként a FIFA elnöke kitüntette az Ezüst síppal. 1966-ban az angol világbajnokság döntőjében való tevékenységének emlékére a FIFA JB vezetése átadta részére a világbajnoki kupa aranyozott mását.